# Мали Принц (књижевни лик)
Мали Принц (фр. Le Petit Prince) је књижевни јунак новеле писца и пилота Антоана де Сент Егзиперија (фр. Antoine de Saint-Exupéry) "Мали Принц" из 1943. године.

## Лик Малог Принца
Мали Принц је дете чији је дом астероид или планета, мали као кућа, са три вулкана (два активна, један не) и ружом. Егзипери га је лоцирао као астероид Б612. За аутора новеле он је симбол чистоте, несебичности, природног виђења света.
По мишљењу Антоана де Сент Егзиперија носиоци вредности које поседује и његовв јунак, у 20. веку постала су деца. Деца живе онако како им срце говори да треба, док се одрасли потчињавају условима савременог друштва, па отуда не умеју да воле, да се друже, да жале, да се радују. И због тога одрасли "не налазе оно што траже". А да би се то пронашло, треба знати само две тајне: "само срцем се добро види", и "ти одговараш за оне које си припитомио". Ову истину деца инстиктивно разумеју, њима је та способност дата.
Мали Принц је попут сваког детета, једноставан, искрен, знатижељан и никада не одустаје од онога што га занима.
Мали Принц има добро срце и разуман поглед на свет. Пилоту чији се авион срушио и пао у пустињи, који је осуђен на смрт од жеђи, помаже тако што га спашава од самоће и за њега представља ону воду "која је потребна срцу".
Мали Принц је марљив, осећајан и веран у љубави. Његов живот је из тог разлога пун смисла којег нема у животима оних које је срео на свом путовању - краља, частољубивца, пијанице, пословног човека, ферњерџије, географа.
Вредност, смисао живота, позив човека, оно што је аутор кроз лик Малог Принца приказао, је у несебичној љубави према онима којима је потребан. И Мали Принц се због тога враћа на свој астероид да би се бринуо о својој Ружи, која би без њега пропала.

## Изглед Малог Принца
Сент Егзипери је сам урадио све илустрације у Малом Принцу, и на цртежу на почетку књиге приказао је малог дечака, плаве косе са мачем у руци. Одевен је у принчево одело.
Даље, у књизи, на илустарцијама, аутор је приказао Малог Принца у зеленим панталонама и кошуљи са црвеном машном, или дугачким жутим шалом. Мали Принц је представљен као златокоси момчић, искрене, неискварене душе, који нам делује крхко, а ипак је јачи од већине одраслих људи. Снагу Малог Принца чини љубав коју је открио и чува у срцу. У себи носи све особине једног неисквареног, простодушног детета, који у свету види само добро.

## Дело "Мали Принц"
Новела Мали Принц написана попут бајке, књига је за мале и велике која открива утопијски свет кроз причу о дечаку доспелом са удаљене и мале планете и његовом трагању за оданошћу и љубави. Мали Принц је прича о стварном свету, о човеку, његовим заблудама и греховима, и откривању најдубљих и најдрагоценијих вредности постојања.
Од астероида Б612 до њему стране планете Земље Мали Принц открива неколико других планета и њихових становника. Сви ти становници су уображени и саможиви и без икакве љубави или разумевања обављају послове који дечаку изгледају као да су потпуно бесмислени и бескорисни. Мали Принц се спушта на Земљу, у пустињу – Сахару, и на тој Земљи без људи он мало-помало спознаје да су рад, пријатељство и љубав вредности без којих човек не може да живи.